# Albufeira (stacja kolejowa)
Albufeira (port: Estação Ferroviária de Albufeira) – stacja kolejowa położona pomiędzy Albufeira i Ferreiras, w dystrykcie Faro, w Portugalii, na Linha do Algarve. Została otwarta w 1889. Jest obsługiwana przez Comboios de Portugal.